# Markko Märtin
Markko Märtin (nacido el 10 de noviembre de 1975 en Tartu) es un piloto de rally estonio que compitió en el Campeonato Mundial de Rally entre 1997 y 2005. Ganó 5 pruebas del mundial entre 2003 y 2004. Se retiró de la competición en 2005 tras el fatal accidente durante el Rally de Gran Bretaña donde falleció su copiloto Michael Park.

## Trayectoria deportiva

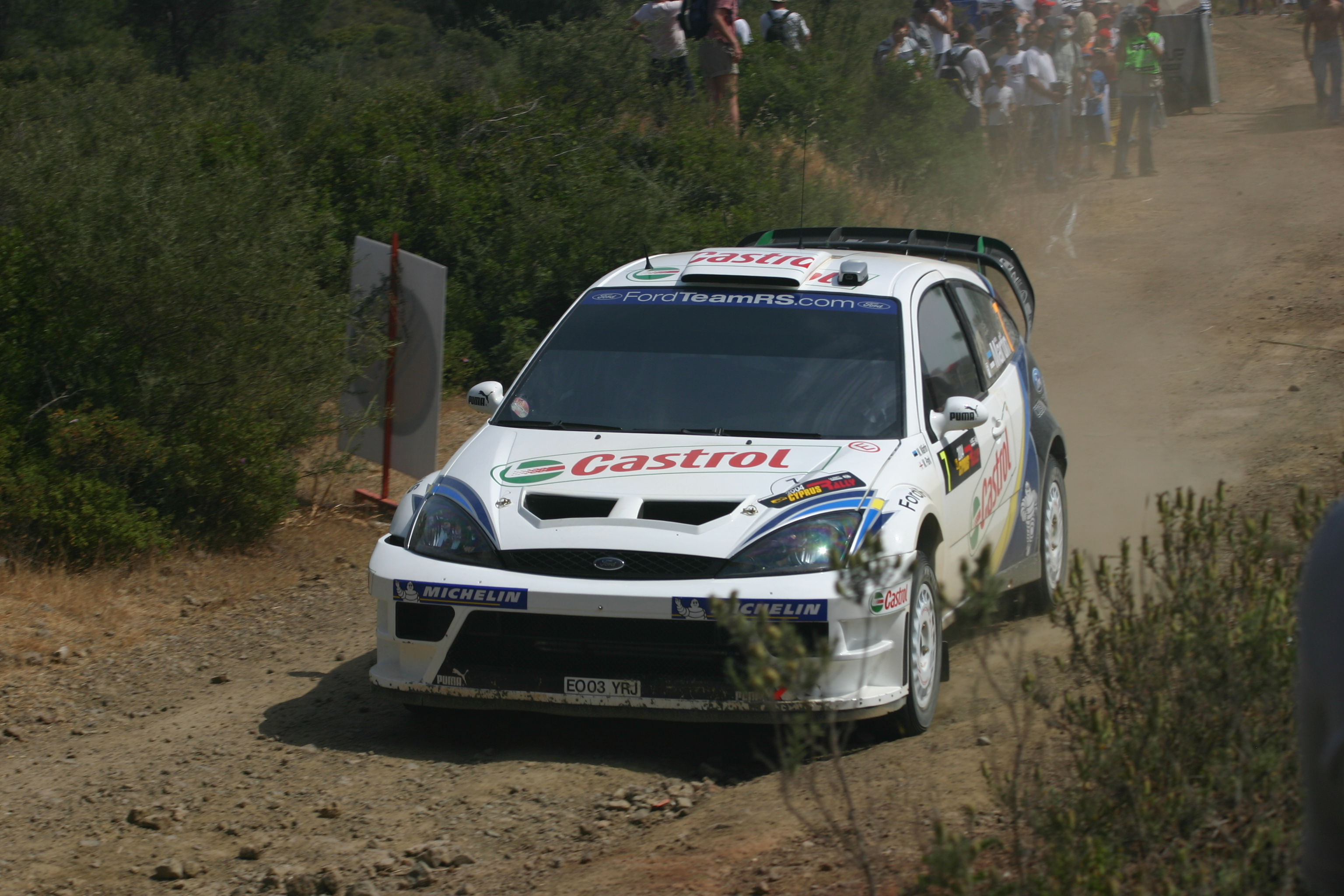
Markko Märtin en el Rally de Chipre en 2004.

Debutó como piloto en 1993, aunque su primera participación a nivel mundial fue en 1997. Siendo piloto suplente de la escudería Ford, que tenía como pilotos principales a Colin McRae y Carlos Sainz, comenzó a tener relevancia tras vencer en el Rally Acrópolis en 2003. Ese mismo año pasó a la historia al convertirse en el segundo piloto no escandinavo en ganar el Rally de los 1000 Lagos, tras el español Carlos Sainz.
Al año siguiente consiguió la victoria en el Corona Rally México en su primera edición como prueba del mundial. Además consiguió también la victoria en el Rally de Córcega y en el Rally de Cataluña. Esta sería la última victoria del tándem formado por Märtin y su copiloto Michael Park. Acabó ese año tercero en el mundial, por detrás de Sébastien Loeb y de Petter Solberg.
En 2005 firmó con la escudería Peugeot, para conducir el modelo 307. el coche no respondió a las expectativas, teniendo una temporada sin victorias. En la última prueba, el Rally de Gran Bretaña, el 18 de septiembre de 2005 sufrió un grave accidente al chocar contra un árbol, muriendo su copiloto Michael Park. Tras ese desgraciado accidente, Markko anunció su retirada del mundo de los rallyes. 
En 2008, la marca japonesa Subaru le incluyó en su equipo para esa temporada como piloto probador.

## Palmarés

### Victorias en el Campeonato del Mundo
| Año  | Rally                        | País      | Copiloto     | Coche          |
| ---- | ---------------------------- | --------- | ------------ | -------------- |
| 2003 | 50.º Acropolis Rally         | Grecia    | Michael Park | Ford Focus WRC |
| 2003 | 53.º Rally de los 1000 Lagos | Finlandia | Michael Park | Ford Focus WRC |
| 2004 | 18.º Corona Rally México     | México    | Michael Park | Ford Focus WRC |
| 2004 | 48.º Rally de Córcega        | Francia   | Michael Park | Ford Focus WRC |
| 2004 | 40.º Rally de Cataluña       | España    | Michael Park | Ford Focus WRC |

### Resultados completos WRC
| Año  | Equipo                   | Automóvil                     | 1       | 2       | 3       | 4       | 5       | 6       | 7       | 8       | 9       | 10      | 11      | 12      | 13      | 14      | 15    | 16      | Posic. | Puntos |
| ---- | ------------------------ | ----------------------------- | ------- | ------- | ------- | ------- | ------- | ------- | ------- | ------- | ------- | ------- | ------- | ------- | ------- | ------- | ----- | ------- | ------ | ------ |
| 1997 | Markko Märtin            | Toyota Celica GT-Four (ST185) | FIN Ret |         |         |         |         |         |         |         |         |         |         |         |         |         |       |         | NC     | 0      |
| 1998 | Markko Märtin            | Toyota Celica GT-Four (ST205) | POR Ret | FIN 12  | ITA 9   | GBR Ret |         |         |         |         |         |         |         |         |         |         |       |         | NC     | 0      |
| 1999 | Markko Märtin            | Ford Escort WRC               | SWE 8   | POR Ret |         |         |         |         |         |         |         |         |         |         |         |         |       |         | 18º    | 2      |
| 1999 | Markko Märtin            | Toyota Corolla WRC AE111      |         |         | GRC 5   | FIN Ret | ITA Ret | GBR 8   |         |         |         |         |         |         |         |         |       |         | 18º    | 2      |
| 2000 | Lukoil EOS Rally Team    | Toyota Corolla WRC AE111      | SWE 9   | POR 7   | ESP 10  | GRC Ret | FIN 10  | CYP 6   | ITA Ret |         | GBR 7   |         |         |         |         |         |       |         | 21º    | 1      |
| 2000 | Subaru World Rally Team  | Subaru Impreza WRC 22B        |         |         |         |         |         |         |         | AUS Ret |         |         |         |         |         |         |       |         | 21º    | 1      |
| 2001 | Subaru World Rally Team  | Subaru Impreza WRC2001        | MON Ret | SWE 12  | POR Ret | ESP Ret | GRC Ret | FIN 5   | ITA Ret | FRA 6   | GBR Ret |         |         |         |         |         |       |         | 19.º   | 3      |
| 2002 | Ford Motor Co            | Ford Focus RS WRC 02          | MON 12  | FRA 8   | ESP 8   | CYP 8   | ARG 4   | GRC 6   | KEN 4   | FIN 5   | GER 6   | ITA 5   | NZL Ret | AUS 5   | GBR 2   |         |       |         | 9.º    | 20     |
| 2003 | Ford Motor Co            | Ford Focus RS WRC 02          | MON 4   | SWE 4   | TUR 6   |         |         |         |         |         |         |         |         |         |         |         |       |         | 5º     | 49     |
| 2003 | Ford Motor Co            | Ford Focus RS WRC 03          |         |         |         | NZL Ret | ARG Ret | GRC 1   | CYP Ret | GER 5   | FIN 1   | AUS DSQ | ITA 3   | FRA Ret | ESP 3   | GBR Ret |       |         | 5º     | 49     |
| 2004 | Ford Motor Co            | Ford Focus RS WRC 04          | MON 2   | SWE 7   | MEX 1   | NZL 3   | CYP 2   | GRC Ret | TUR Ret | ARG Ret | FIN 2   | GER 4   | JAP 3   | GBR 3   | ITA Ret | FRA 1   | ESP 1 | AUS Ret | 3º     | 79     |
| 2005 | Peugeot World Rally Team | Peugeot 307 WRC               | MON 4   | SWE 2   | MEX 3   | NZL 5   | ITA 4   | CYP 3   | TUR 5   | GRC 8   | ARG 6   | FIN 3   | GER 4   | GBR Ret |         |         |       |         | 5.º    | 53     |